# 聖尼古勞島

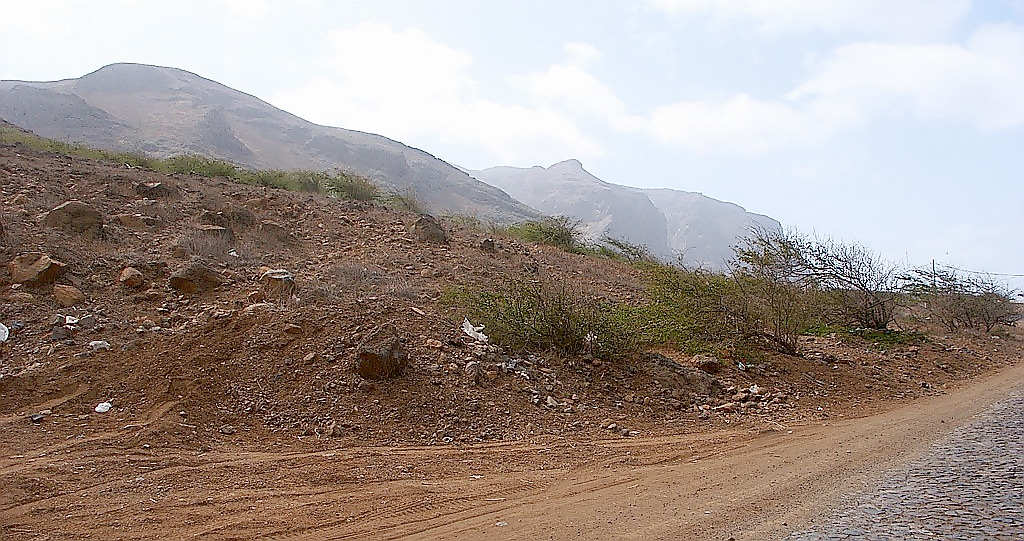

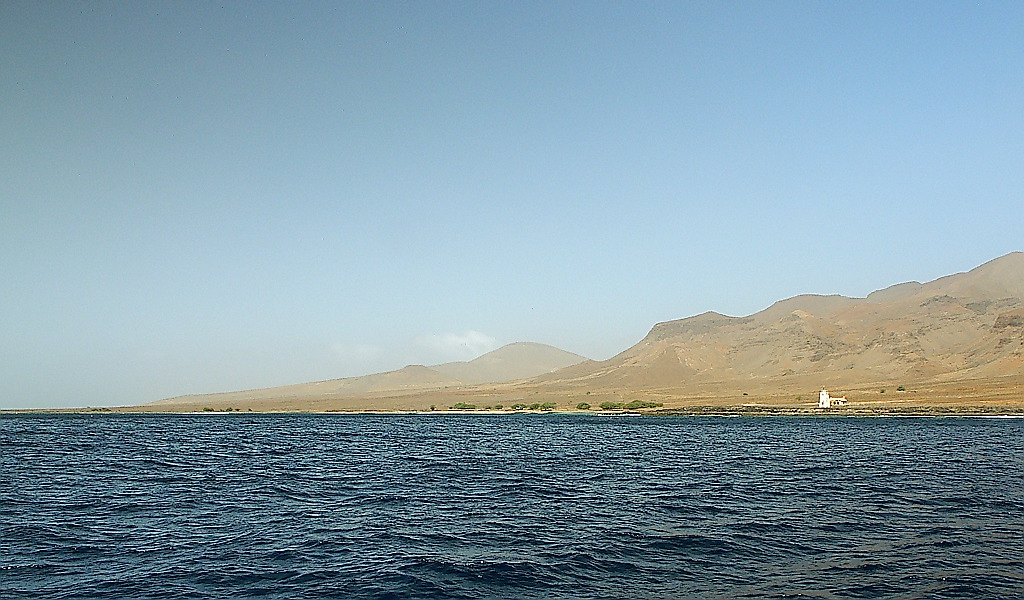

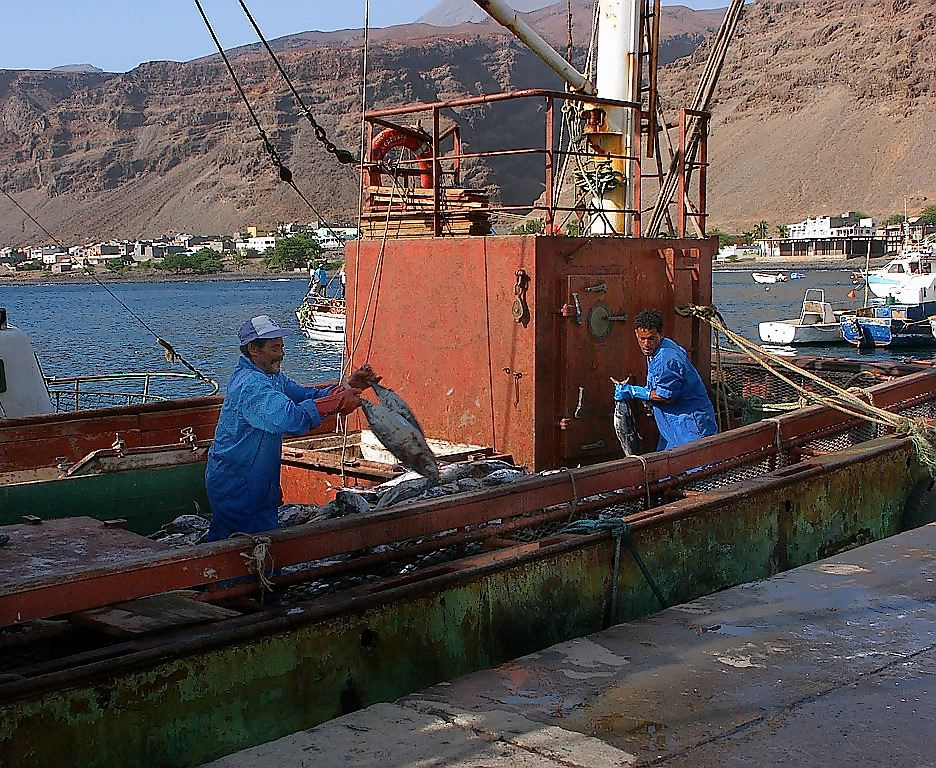

聖尼古勞島是西非國家佛得角的島嶼，位於聖盧西亞島和薩爾島之間，長45公里、寬20公里，面積388平方公里，最高點海拔高度1,340米，島上有機場設施，主要經濟活動有農業、漁業和旅遊業，人口12,864。